# Igor Presnjakov
Igor Vitaljevitsj Presnjakov (Russisch: Игорь Витальевич Пресняков) (Moskou, 8 mei 1960) is een Russisch (akoestisch) gitarist, arrangeur, componist en zanger. Hij verwierf sinds 2007 vooral bekendheid met zijn muziekclips op YouTube.

## Leven
Presnjakov werd geboren in Moskou, waar hij een klassieke muziekopleiding volgde en afstudeerde als gitarist en ensembledirigent. Sinds 1990 woont hij in Nederland. Al sinds vele jaren werd hij in kleine kring gewaardeerd vanwege zijn excentrieke gitaarspel, waarbij hij muziek uit velerlei genres arrangeert en samen laat smelten in een eigen herkenbare stijl. Hij covert reggae, rock-'n-roll, countrymuziek, jazz, heavy metal, maar evenzeer wereldmuziek en klassieke muziek. Ook schrijft hij zelf muziek. Regelmatig gebruikt hij een zevensnarige Russische gitaar, die een extra bassnaar heeft. Daardoor kan hij het spelen van de hoofdmelodie combineren met het spelen van de baslijn, hetgeen het idee geeft dat er een volledige band staat te spelen. Vaak speelt hij de melodie over de akkoorden heen. Typerend is het zachte, ronde geluid in zijn spel, dat ontstaat door zijn 'finger-picking' op een elektrisch versterkte akoestische gitaar, waarbij hij de snaren letterlijk aanslaat. Occasioneel zingt hij bij zijn spel.
Sinds 2007 nam de bekendheid van Presnjakov wereldwijd toe na zijn 'debuut' op YouTube. In 2012 stond hij vijftiende in de lijst van muzikanten met de meeste abonnementen. Medio augustus 2013 heeft hij in totaal meer dan 190 miljoen viewers en 450 duizend abonnees op zijn YouTube kanaal. Hij treedt tegenwoordig internationaal op, meestal in kleine theaters en zalen. In 2012 was hij in de Verenigde Staten.
Presnjakov is officieel gesponsord door zowel Takamine Guitars als Fender Amplifiers.

## Albums
- Iggyfied
- Chunky Strings (2010)
- Acoustic Pop Ballads (2011)
- Acoustic Rock Ballads Covers (2011)